# Nymphopsis bathursti
Nymphopsis bathursti är en havsspindelart som beskrevs av Williams, G. 1940. Nymphopsis bathursti ingår i släktet Nymphopsis och familjen Ammotheidae. Inga underarter finns listade i Catalogue of Life.